# Matchem
Matchem (né en 1748, mort le 21 février 1781) est un cheval de course Pur-sang qui eut une grande influence sur la race, et est considéré comme l'un des 4 étalons du XVIIIe siècle à l'origine des Pur-sangs tels qu'on les connaît, avec Eclipse, Herod, et le fils d'Herod, Highflyer.

## Histoire
Élevé par John Holmes de Carlisle, Matchem est un fils de Cade.